# 屏东木蓝
屏东木蓝（学名：Indigofera byobiensis）为豆科木蓝属下的一个种。

## 扩展阅读
- 維基物種上的相關：屏东木蓝